# IC 4110
IC 4110 ist eine elliptische Galaxie vom Hubble-Typ E im Sternbild Coma Berenices am Nordsternhimmel. Sie ist schätzungsweise 902 Millionen Lichtjahre von der Milchstraße entfernt und hat einen Durchmesser von etwa 50.000 Lj.

In derselben Himmelsregion befinden sich u. a. die Galaxien IC 4080, IC 4095, IC 4119, IC 4130. 
Das Objekt wurde am 27. Januar 1904 von Max Wolf entdeckt.